# Winther Six-61

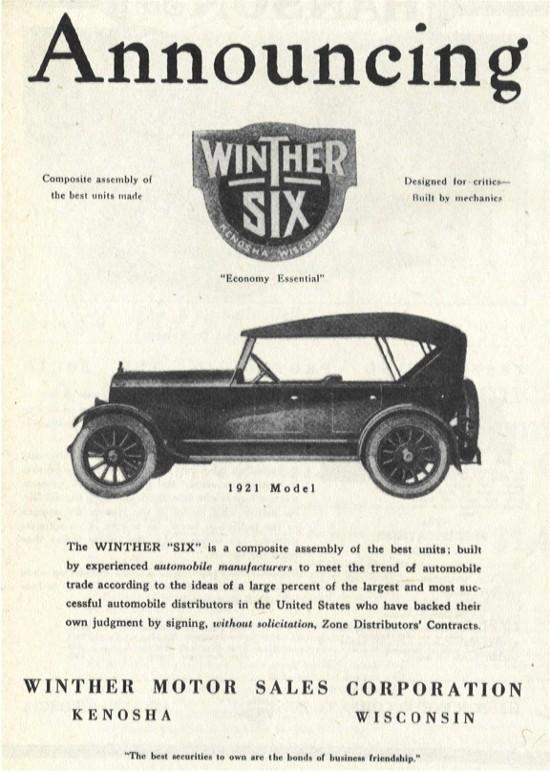
Anzeige für das Fahrzeug

Der Winther Six-61 ist ein Personenkraftwagen. Andere Bezeichnungen sind Winther Six, Winther 61, Winther 61 Series und Winther Six 61 Series.
Der US-amerikanische Nutzfahrzeughersteller Winther Motors stellte ihn von 1920 bis 1923 in Kenosha in Wisconsin her.

## Beschreibung
Winther kündigte im November 1919 die Entwicklung eines Pkw an. Im Mai 1920 war das erste Fahrzeug fertig. Die erste öffentliche Präsentation fand Anfang 1921 anlässlich der Chicago Automobile Show statt.
Viele Teile wurden zugekauft. Dazu gehörte der wassergekühlte Ottomotor, der von Herschell-Spillman kam. Es ist ein Sechszylinder-Reihenmotor. 3,25 Zoll (82,6 mm) Bohrung und 5 Zoll (127 mm) Hub ergeben 4078 cm³ Hubraum. Damit war er mit 25,35 PS nach der A.L.A.M.-Formel eingestuft. Als Leistung sind 58 bis 60 PS angegeben. Genannt wird ein Stromberg-Vergaser.
Der Motor ist vorn längs im Fahrgestell eingebaut. Er treibt über ein Dreiganggetriebe die Hinterachse an. Der Radstand beträgt laut zweier Quellen während der gesamten Produktionszeit 3048 mm. Eine andere Quelle nennt 3035 mm bis 1921 und danach 3048 mm. Die einzige angebotene Karosseriebauform war ein Tourenwagen mit fünf Sitzen. Als Leergewicht sind 1270 kg angegeben.
Der Neupreis betrug anfangs 2890 US-Dollar. 1921 wurde er auf 2750 Dollar gesenkt und im Folgejahr auf 2250 Dollar.
1923 endete die Produktion. Insgesamt entstanden je nach Quelle 336 oder 500 Fahrzeuge.
Die Wisconsin Automobile Corporation übernahm die Konstruktionspläne, setzte die Produktion fort und vermarktete sie unter dem eigenen Markennamen Harris.